# Élections constituantes de 1946 dans l'Orne
Les élections constituantes françaises de 1946 se tiennent le 2 juin. Ce sont les deuxièmes élections constituantes, après le rejet du projet de Constitution française du 19 avril 1946 lors du référendum du 5 mai.

## Mode de scrutin
L'assemblée constituante est composée de 586 sièges pourvus au scrutin proportionnel plurinominal suivant la règle de la plus forte moyenne dans chaque département, sans panachage ni vote préférentiel.
Dans le département de l'Orne, quatre députés sont à élire.

## Élus
| Député sortant           | Parti | Parti | Député élu ou réélu         | Parti | Parti |
| ------------------------ | ----- | ----- | --------------------------- | ----- | ----- |
| Louis Terrenoire         |       | MRP   | Louis Terrenoire            |       | MRP   |
| Raymond Couder           |       | MRP   | Émile Halbout               |       | MRP   |
| Ernest Voyer             |       | UDSR  | Raymond Guesdon             |       | SFIO  |
| Jacques Roulleaux-Dugage |       | PRL   | Étienne Le Sassier-Boisauné |       | PRL   |

## Résultats

### Résultats à l'échelle du département
| Parti    | Parti    | Tête de liste               | Résultats | Résultats | Sièges |  |
| Parti    | Parti    | Tête de liste               | Voix      | %         |        |  |
| -------- | -------- | --------------------------- | --------- | --------- | ------ |  |
|          | MRP      | Louis Terrenoire            | 56 065    | 43,40     | 2      |  |
|          | PRL      | Étienne Le Sassier-Boisauné | 25 237    | 19,53     | 1      |  |
|          | SFIO     | Raymond Guesdon             | 18 764    | 14,52     | 1 1    |  |
|          | PCF      | Faustin Merle               | 18 500    | 14,32     | -      |  |
|          | RGR      | Ernest Voyer                | 10 626    | 8,23      | - 1    |  |
|          |          |                             |           |           |        |  |
| Inscrits | Inscrits | Inscrits                    | 167 861   | 100,00    | 4      |  |
| Votants  | Votants  | Votants                     | 132 028   | 78,65     |        |  |
| Exprimés | Exprimés | Exprimés                    | 129 192   | 97,85     |        |  |